# Tzazo
Tzazo (aussi orthographié Tzazon ou Zano) est un général vandale et le frère du roi Gélimer, le dernier roi du royaume vandale. Il est le plus célèbre général vandale connu après Hoamer. Il a à son actif plusieurs victoires contre des tribus berbères pillardes, hostiles aux vandales. Par ailleurs, il réussit à soumettre la Sardaigne, révoltée sous Godas. Il meurt le 15 décembre 533 durant la bataille de Tricamarum, qui sonne le glas du royaume vandale.

## Biographie
Tzazo ne participe pas à la bataille de l’Ad Decimum, parce que Godas, un noble goth, sur l’instigation possible de l’empereur byzantin Justinien, déclare l’indépendance de la Sardaigne du royaume vandale. Le roi Gélimer ignorant l’approche de la flotte byzantine des côtes d’Afrique, envoie Tzazo reprendre possession de l’île et mettre à mort Godas l’usurpateur. À l'issue d'une campagne rapide, la Sardaigne est reconquise par les Vandales, Godas et ses partisans sont massacrés.
Après sa défaite à l'Ad Decimum, Gélimer sait qu’il ne peut plus se mesurer aux forces de Bélisaire en rase campagne, aussi, il envoie des messagers à Tzazo pour ordonner son retour de Sardaigne avec le corps expéditionnaire comprenant 120 bateaux et 5 000 vandales. Après avoir débarqué non loin de Saldae (actuelle Béjaïa, en Algérie), Tzazo et son armée rejoint Gélimer, par voie terrestre en décembre de la même année. À ce moment, Gélimer croit ses forces assez solides pour reprendre l’offensive.
Une fois leurs forces réunies, ils marchent immédiatement sur Carthage, prenant soin de démolir le grand aqueduc qui approvisionne la capitale en eau potable. Bélisaire passe plusieurs semaines à remettre en état les murailles de la ville, offrant la possibilité de soutenir un siège, mais il commence à douter de la fidélité des Huns, ainsi que des troupes barbares, Hérules notamment, qui sont approchées par les agents de Gélimer. Il donne finalement l’ordre de marcher sur les Vandales, laissant les Huns et les Hérules à l’écart de ses troupes.
La bataille de Tricaméron se déroule le 15 décembre 533, à 20 kilomètres de Carthage, entre les armées vandales conduites par Gélimer et son frère Tzazo, et les byzantins commandés par Bélisaire. La cavalerie lourde romaine charge immédiatement les lignes vandales à deux reprises, à la troisième, Tzazo, est tué sous les regards de Gélimer, qui perd espoir et prend sa retraite vers les montagnes de Numidie. Gélimer réalise que tout espoir est perdu, et se rend à l’empereur en mars 534.